# Woiwodschap

Provincies in Polen

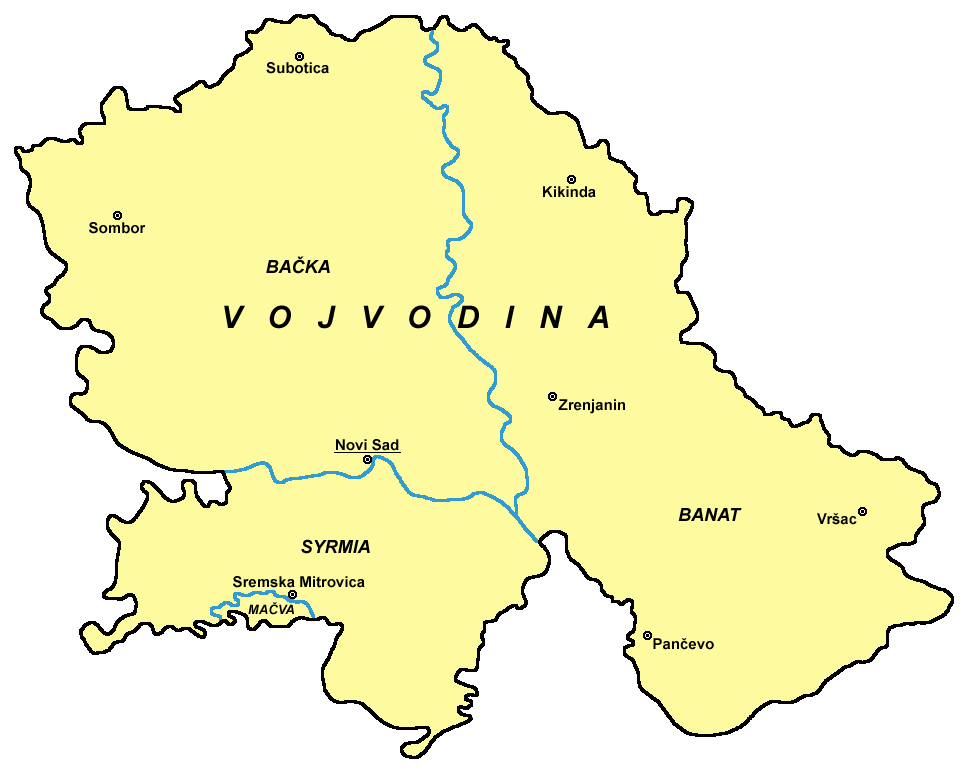
Vojvodina in Noord-Servië

Een woiwodschap of vojvodschap duidt oorspronkelijk het gebied aan dat door een woiwode (vojvoda) wordt bestuurd en is tegenwoordig de benaming van de zestien regionale bestuursgebieden van Polen, de województwa (enkelvoud: województwo), waarvan de hoogste bestuurder nog steeds aangeduid wordt als woiwode. 
De term województwo wordt strikt gebruikt voor Poolse provincies; zo is een Nederlandse of Belgische provincie een prowincja en een Russische of Oekraïense oblast een obwód.
Het woord woiwode (ook: wojewode) gaat terug op het Slavische voj-voda, letterlijk: legeraanvoerder. De betiteling is daarmee dezelfde als die van een hertog. 
Het oude koninkrijk Polen had woiwodschappen en ook de vorsten van Moldavië en Walachije waren woiwoden. De naam van de regio Vojvodina in het noorden van Servië betekent niets anders dan woiwodschap.